# Oocorys elevata
Oocorys elevata is een slakkensoort uit de familie van de Cassidae. De wetenschappelijke naam van de soort is voor het eerst geldig gepubliceerd in 1908 door Dall.